# Thiodina puerpera
Thiodina puerpera là một loài nhện trong họ Salticidae.